# Perranporth
Perranporth (córnico: Porthperan) es un centro turístico costero ubicado en la costa norte de Cornwall, Inglaterra, Reino Unido. Se encuentra a casi 1,6 km al este de St. Agnes y a aproximadamente 13 km al suroeste de Newquay. Perranporth y sus 5 km de playa está frente al Océano Atlántico y cuenta con una población de 3 066 habitantes.
Su nombre actual proviene de Porth Peran, palabra córnica para la caleta de Saint Pirán, el santo patrón de Cornwall, quien fundó la Oratoria de St. Piran en las Playas de Penhale en el siglo VII. La caleta estuvo enterrada bajo la arena durante varios siglos hasta el siglo XIX.